# Davi (ur. kwiecień 1984)
Davi Rodrigues de Jesus (ur. 6 kwietnia 1984) – brazylijski piłkarz występujący na pozycji pomocnika.

## Kariera piłkarska
Od 2003 roku występował w Paulista, São Paulo FC, Bragantino, São Bento, Albirex Niigata, Avaí FC, Paraná Clube, Coritiba, Guangzhou R&F, Shanghai SIPG, Shanghai Shenxin i Nei Mongol Zhongyou.